# Alchemilla robertii
Alchemilla robertii é uma espécie de rosácea do gênero Alchemilla, pertencente à família Rosaceae.